# François-Marie Luzel
 (octobre 2022).
Si vous disposez d'ouvrages ou d'articles de référence ou si vous connaissez des sites web de qualité traitant du thème abordé ici, merci de compléter l'article en donnant les références utiles à sa vérifiabilité et en les liant à la section « Notes et références ».
François-Marie Luzel, né le 6 juin 1821 à Plouaret et mort le 26 février 1895 à Quimper, également connu sous la forme bretonne de son nom Fañch an Uhel, est un folkloriste breton, et également un poète en langue bretonne.

## Biographie

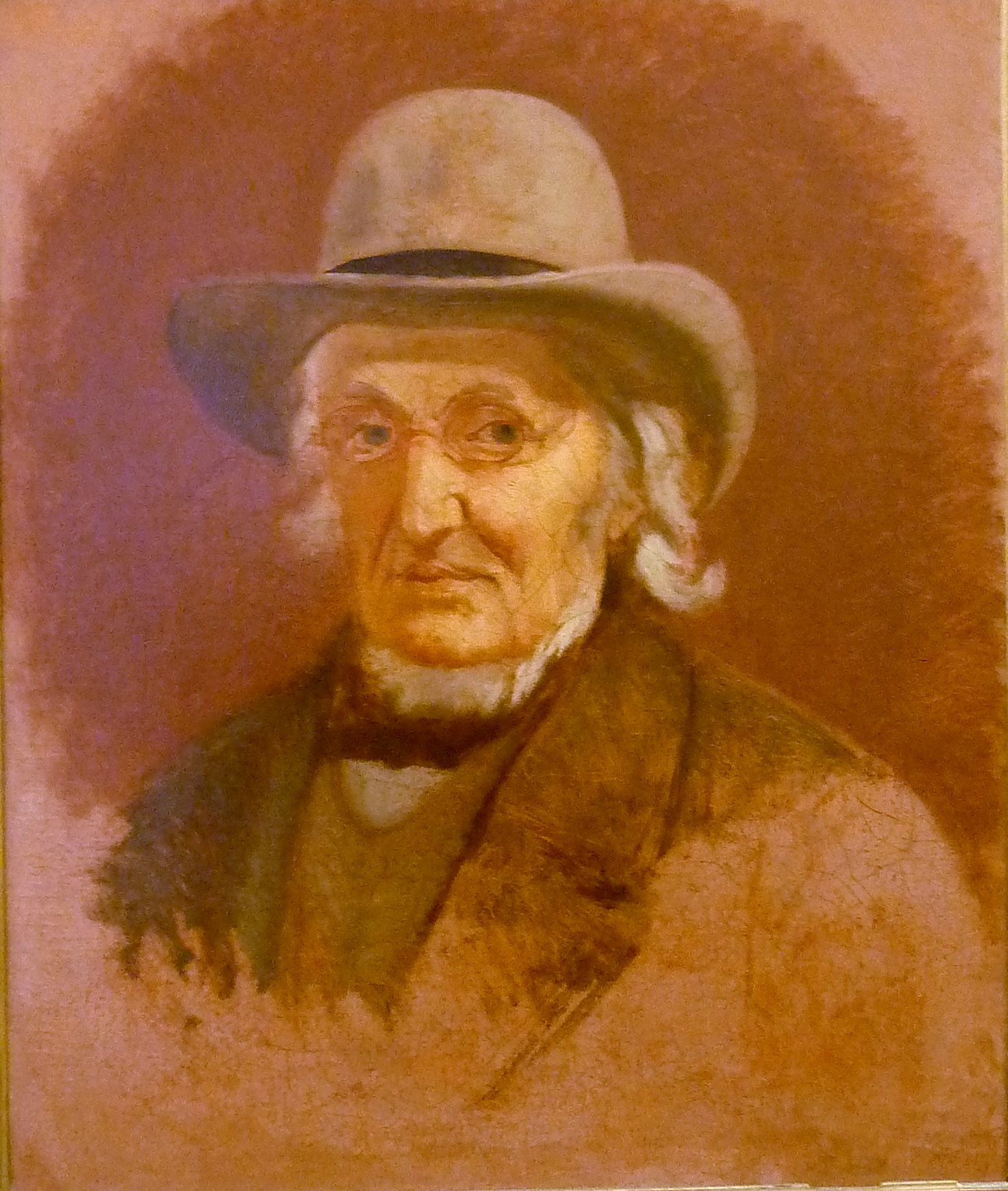
Yan' Dargent : Portrait de Luzel (huile sur toile, musée des beaux-arts de Morlaix)

Il naquit au manoir de Keramborgne, qui faisait alors partie de la commune trégorroise de Plouaret dans la section qui constitue maintenant la commune du Vieux-Marché (Côtes-d'Armor). Son père François et sa mère Rosalie Le Gac étaient des paysans enrichis sous la Révolution et c'est à Keramborgne que Luzel assista aux veillées qui étaient le moyen de délassement le plus courant des gens de la campagne, surtout en hiver. L’un de ses amis d’enfance est le futur peintre Yan' Dargent.
Grâce à son oncle Julien-Marie Le Huërou, qui y était professeur, il put aller au collège royal de Rennes et y passer son baccalauréat. Il y avait pour condisciples le futur historien Arthur de La Borderie et Émile Grimaud qui fut secrétaire de rédaction de la Revue de Bretagne et de Vendée. Il manifesta très jeune un vif intérêt pour la littérature bretonne.
Il caressa l'idée de devenir médecin de marine et alla pour cela étudier à Brest. Il fut un temps juge de paix à Daoulas, puis journaliste à Morlaix.
En 1845, il obtient du ministère de l'instruction publique une mission d'études, mais celle-ci n'est pas renouvelée. Il bifurqua ensuite vers le professorat, mais sans parvenir à trouver un poste fixe, ce qui l'amena à une vie nomade.
En 1863 il publie Le mystère de sainte Tryphine et le roi Arthur.
La rencontre avec Adolphe Orain, folkloriste de Haute-Bretagne, son sens des relations, et surtout l'appui d'Ernest Renan, lui permirent d'obtenir plusieurs missions annuelles du ministre de l'Instruction publique pour la recherche de vieux textes littéraires en Basse-Bretagne. Il devint enfin conservateur des archives départementales du Finistère à Quimper.

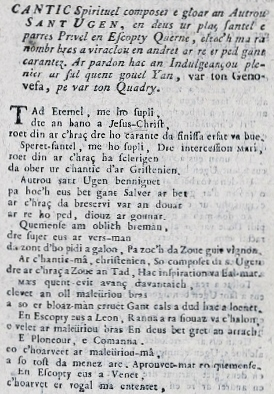
Cantique (en langue bretonne) en l'honneur de saint Tugen dont la chapelle est en Primelin dont le texte a été recueilli par François-Marie Luzel.

Il réussit à collecter un énorme corpus de chants, contes, légendes et pièces de théâtre et put en faire la matière de plusieurs livres. L'essentiel de cette abondante collecte se fit dans tout le Trégor. Marguerite Philippe (en breton : Marc'harit Fulup) est la plus connue des personnes dont il a collecté la mémoire.
Cependant, l'une de ses premières publications, lui qui allait être réputé pour la collecte de contes, fut un recueil de poèmes personnels en 1865, Bepred Breizad, en breton avec traduction française. Il y célèbre la Bretagne, son peuple et sa langue. (En 1943 paraîtra un autre livre, Ma c'horn bro, regroupant un choix de poèmes écrits tout au long de sa vie). Il devient le chef de file des opposants au Barzaz Breiz.
En 1868, il commence à publier les résultats de ses collectes. Il trace le plan de publication dans la préface du premier volume : d'abord les Gwerziou (« Chants » ou complaintes), puis les Soniou (« Chansons »), dans une édition bilingue dont la traduction en français est au plus près du texte. Après le premier volume en 1868, le second volume de gwerziou parait en 1874. Puis Luzel se consacre à la publication des Contes et Récits populaires des Bretons armoricains, en traduction française seulement. Le recueil bilingue de Soniou ne parait qu'en 1890, avec la collaboration d'Anatole Le Braz qui rédige la préface, état des lieux et histoire du recueil des poésies populaires.

## Querelle du Barzaz Breiz
En 1872, il lit au congrès de l'Association bretonne à Saint-Brieuc un texte  mettant en cause l'authenticité des chants du Barzaz Breiz publié par Théodore Hersart de la Villemarqué trente-trois ans plus tôt. Il ne fait là que s'associer à la polémique ouverte au Congrès celtique de 1867 par R.-F. Le Men et d'autres érudits scandalisés par la réédition de 1863 du Barzaz Breiz.
En 1960 Francis Gourvil soutient une thèse de doctorat établissant minutieusement dans quelle mesure les chants du Barzaz Breiz sont faux, étayant ainsi les analyses de Luzel.
En 1974 la thèse de Donatien Laurent, pour la première fois basée sur les carnets manuscrits de La Villemarqué, montre que, même s'ils témoignent d'une collecte véritable, ces chants ont été falsifiés par l'auteur du Barzaz Breiz qui a fortement remanié les chants bretons qu'il avait notés . Comme le montrait François-Marie Luzel, il a totalement inventé certains chants. Ainsi a-t-il produit un mauvais plagiat du « Lai du rossignol » de Marie de France en prétendant qu'il s'agissait d'un authentique chant populaire. Françoise Morvan, qui a traduit ce lai et démontré le plagiat de La Villemarqué, précise que les analyses de François-Marie Luzel étaient exactes et qu'elles ont été confirmées par celles de Francis Gourvil dont la thèse est un monument d'érudition que la thèse de Donatien Laurent n'a pas contredite. Sa thèse n éclaire les soubassements idéologiques de la querelle du Barzaz Breiz. Il s'agit bien qu'une contestation de l'exploitation de la culture bretonne populaire par le nationalisme. C'est ce qui explique sa virulence.

## Journaliste, juge et archiviste
Luzel pratique le journalisme politique de 1874 à 1880 à l'Avenir de Morlaix, journal républicain, et est ensuite juge de paix à Daoulas.
En 1881 il atteint une position stable en devenant Conservateur des Archives départementales du Finistère à Quimper.
Il y rencontre Anatole Le Braz alors professeur ; Anatole Le Braz devient son disciple et continue son œuvre en recueillant des contes (sans donner le texte original) et en inventoriant le théâtre breton ancien. Il est élu au conseil municipal de Quimper sous l'étiquette républicaine.
En 1883 il devient vice-président de la Société archéologique du Finistère à laquelle il participait depuis quelque temps et dont La Villemarqué est le président-fondateur.

## Tentative pour faire enseigner le breton
En 1888, il demande à Ernest Renan d'intervenir auprès du ministre de l'Instruction publique afin de permettre à son ami Anatole Le Braz d'enseigner le breton au lycée de Quimper (voir texte plus bas). L’intervention de Renan se solde par un refus du ministre.
Le 1er janvier 1890, il est fait chevalier de la Légion d'honneur. Il reçoit sa décoration des mains de son vieux rival La Villemarqué lors d'une cérémonie qui a lieu le 30 janvier. Apparemment réconciliés, ils meurent la même année, en 1895.

## Enseignement du breton
Lettre de François Luzel à Ernest Renan.
L’ami [Anatole] Le Braz a dû vous écrire pour vous faire part de son désir de professer un cours de langue bretonne au Lycée de Quimper, en dehors des heures de classe, et sans indemnité. Il me demande de vous écrire … pour appuyer sa demande  d’autorisation auprès du Ministre de l’Instruction Publique… Je pense en effet qu’un cours de breton dans la capitale d’un département entièrement breton de langue serait une innovation utile… je voudrais que dans toutes nos écoles primaires fréquentées par des Bretons bretonnants, une heure ou deux fussent consacrées à leur faire apprendre par cœur et chanter des chansons bretonnes et autres morceaux de poésie propres à leur inculquer des sentiments patriotiques … car le Breton aime sa langue nationale par-dessus toutes les autres. … Les bons livres bretons sont si peu répandus.

## Langue bretonne"ancienne"ou "moderne": un témoignage
D'aucuns ont écrit qu'une "bonne part du milieu bretonnant institutionnel" refusait également la publication de contes en "langue bretonne ancienne" en voulant imposer sa "traduction" en breton moderne. Signalons, pour éclairer cet aspect, un témoignage qui n'est pas anodin.
En 1943 fut publié le recueil de poésies de Luzel intitulé Ma C'horn-Bro où le préfacier Joseph Ollivier indique :
- "Nous n'avons pas suivi entièrement l'orthographe de Luzel : notre idée n'était pas de faire une édition pour les érudits".

Son édition reçut donc l'approbation (indiquée en page IV de l'ouvrage)
- du petit-neveu Paul Luzel, de Rennes, si attaché à la mémoire et aux œuvres de son grand-oncle [non neutre]
- du professeur de breton et celtique de l'Université de Rennes Per ar Roux (Pierre Le Roux).

Aujourd'hui les deux publications (celle de Françoise Morvan respectueuse de l'orthographe de Luzel, et celle en orthographe unifiée du breton) d'une œuvre du domaine public ont vu le jour.

## À propos des chants recueillis
Contrairement à La Villemarqué, Luzel n'a pas recueilli ni transcrit les airs des chants qu'il a recueillis. C'est Maurice Duhamel qui entreprit cette tâche entre 1909 et 1912, mais auprès de chanteurs différents. Ces airs, ainsi que ceux recueillis par François Vallée sur rouleaux de cire, ont été publiés dans Musique bretonne de Maurice Duhamel en 1913.

## Œuvres
- Chants de l'épée, Paris, chez l'Auteur, 1856, 122pp
- Sainte Tryphine et le Roi Arthur, Quimperlé, Clairet (1863). Consultable sur la bibliothèque numérique de l'Université Rennes 2
- Bepred Breizad. Toujours Breton, Poésies bretonnes, Morlaix, Haslé (1865).
- Chants et chansons populaires de la Basse-Bretagne, Soniou (2 volumes) et Gwerziou (2 volumes) (1868-1890). Ces 4 volumes ont été réédités en 1971 avec une présentation de Donatien Laurent.
- Contes et récits populaires des Bretons armoricains (1869), nouvelle édition : PUR, Terre de Brume (1996), texte présenté et établi par Françoise Morvan, préface de Nicole Belmont.
- De l'authenticité des chants du Barzaz-Breiz de M. de La Villemarqué, Saint-Brieuc, Guyon (1872).
- Gwerziou Breiz-Izel = Chants populaires de la Basse-Bretagne : premier volume, recueillis et traduits par F.M . Luzel, Lorient, Edouard Corfmat (1868). Consultable sur la bibliothèque numérique de l'Université Rennes 2
- Gwerziou Breiz-Izel = Chants populaires de la Basse-Bretagne : second volume, recueillis et traduits par F.M . Luzel, Lorient, Edouard Corfmat (1874). Consultable sur la bibliothèque numérique de l'Université Rennes 2
- Veillées bretonnes (1879) (nouvelle édition : PUR et Terre de Brume, 2002, texte présenté et établi par Françoise Morvan).
- Légendes chrétiennes de Basse-Bretagne, Paris, Maisonneuve (1881) (nouvelle édition : PUR et Terre de Brume, 2001, texte présenté et établi par Françoise Morvan), prix Marcelin Guérin de l’Académie française en 1882.
- Contes populaires de Basse-Bretagne, Paris, Maisonneuve et Leclerc, (1887) - 3 vol. préfacés et annotés par l'auteur.
- La Vie de Saint Gwennolé, Quimper, Cotonnec, (1889).
- Chants et chansons populaires de la Basse-Bretagne, Soniou, (1890), prix Thérouanne de l'Académie française en 1891.
- Armor, ou Napoléon III en Bretagne : poème breton avec traduction française par F-M Luzel(1864). Consultable sur la bibliothèque numérique de l'Université Rennes 2
- Conte de basse bretagne la femme du loup gris

### Éditions posthumes
- Kontadennou ar Bobl e Breiz-Izel Quimper, Le Goaziou, (1939).
- Ma C'horn-Bro. Soniou ha gwerziou Quimper, Le Goaziou (1943). La lecture de certaines pièces du recueil laissent rêveur quand certains critiques prétendent voir dans l'auteur le symbole de l'antinationalisme. Quant au poème Breizad ez oun il fait immanquablement penser à une personne qui ne semble pas représenter l'idéal de l'auteur.
- Gwerzioù kozh Breizh, col. “Studi ha dudi”, Al Liamm, 1970.
- Kontadennou ar Bobl (5 volumes), Al Liamm, (1984 - 1994).
- Contes traditionnels de Bretagne, 6 volumes (1994-1995), An Here-Hor Yezh-Mouladurioù Hor Yezh.
- Journal de route et lettres de mission, Rennes, Presses universitaires de Rennes et Terre de Brume, (1994).
- Contes bretons, Rennes, PUR et Terre de Brume, (1994), texte établi et présenté par Françoise Morvan.
- Contes inédits, tomes I et II, Rennes, PUR et Terre de Brume, (1994)-1995, texte établi et présenté par Françoise Morvan.
- Contes du boulanger, Rennes, PUR et Terre de Brume, (1995), textes rassemblés et présentés par Françoise Morvan.
- Contes retrouvés, tomes I et II, Rennes, PUR et Terre de Brume, (1995)-1999, textes rassemblés et présentés par Françoise Morvan.
- Correspondance Luzel-Renan (1858-1892), Rennes, PUR et Terre de Brume, (1995), texte établi et présenté par Françoise Morvan (avec très peu d'éléments nouveaux, reprend les lettres de Luzel à Renan éditées par Pierre Le Roux dans les Annales de Bretagne, 1933 à 1935, et les lettres de Renan à Luzel éditées par Henriette Psichari, Œuvres complètes de Renan, tome X, 1961).
- Nouvelles Veillées bretonnes, Rennes, PUR et Terre de Brume, (1995) (édition Françoise Morvan).
- Contes inédits. Tome III : Carnets de collectage, Rennes, PUR et Terre de Brume, (1996), traduction de Françoise Morvan et Marthe Vassallo, appareil critique et notes de Françoise Morvan.
- En Basse-Bretagne (impressions et notes de voyage), Hor Yezh, 1996,  (ISBN 2-910699-17-X)
- "Notes de voyage en Basse-Bretagne", Rennes, PUR et Terre de Brume, (1997), textes établis et présentés par Françoise Morvan.
- Sainte Tryphine et le roi Arthur, Rennes, PUR et Terre de Brume (2002, présentation de Françoise Morvan). Hormis la présentation, de cinquante pages, en français, il s'agit de la réédition en fac-simile de l'ouvrage bilingue paru en 1863.
- Santez Trifin hag ar roue Arzur, Emgleo Breiz. Il s'agit de la réédition du texte breton de l'ouvrage bilingue paru en 1863 et retranscrit dans l'orthographe de l'éditeur.
- Yezh ar vuhez ; choix de poèmes de Luzel, effectué par Per Denez, extraits des ouvrages précédents.
- Contes de Basse-Bretagne, choisis par Françoise Morvan, Rennes, éd. Ouest-France (2007)  (ISBN 2737340896)

## Citations de Luzel
- J’ai conservé scrupuleusement la langue telle que me la donnaient nos rustiques rapsodes, sans l’épurer, ni la vieillir, ce qui m’eut été pourtant assez facile ; j’ai pensé que la langue est aussi un document historique, qu’on ne saurait traiter avec trop de respect. [...] J’ai aussi conservé dans mes textes bretons un grand nombre de vers irréguliers, en fait de quantité ou de rime. J’aurais pu les rectifier sans peine ; mais il aurait fallu pour cela parfois ajouter et souvent retrancher des mots, des membres de phrases, ce qui ne pouvait se faire, sans altérer ou modifier quelque peu le sens. J’ai préféré des vers incorrects. (Gwerziou Breiz-Izel, préface du premier volume, 1868)
- D’autres sont pour une traduction rigoureusement fidèle et littérale. Ils voudraient qu’on traitât les textes des contes bretons avec le même respect qu’un texte d’Homère ou de Virgile, et qu’on reproduisît avec une exactitude absolue les paroles mêmes, - ipsissima verba, - du conteur. Il me semble que ces derniers accordent une importance exagérée au texte… et que ce qu’il y a de vraiment important dans ces traditions orales du peuple, ce n’est pas la forme, mais bien le fond, la fable, qu’il convient de traiter avec un respect absolu. Enfin, à mon sens, c’est avant tout une question scientifique, mythologique le plus souvent, - mais non philologique ou grammaticale. …je pense que, dans cette question, le fond doit primer la forme. (Contes bretons, préface, 1870.)

## Hommages
François-Marie Luzel a donné son nom à deux établissements scolaires de Bretagne :
- Le collège public de Plouaret (22)
- L'école publique de Saint-Thégonnec (29)

## Pour approfondir